# IQAir
IQAir(IQ에어, 아이큐에어)는 사람들을 대기 오염물질로부터 보호하는 것을 도와주는 기술 솔루션을 전문으로 하는 스위스와 미국의 기업이다. IQAir는 주거지, 상업 지역, 공공 건물 내에 이러한 기술을 구현한다. IQAir는 또한 상당히 깨끗한 삶과 작업 환경을 만드는 국제적 프로젝트에 참여하고 있다.

## 역사
이 기업의 역사는 Manfred, Klaus Hammes 형제가 독일의 주거 석탄 오븐용 필터 시스템을 도입한 1963년으로 거슬러 올라간다. 이 제품은 처음에 오븐 뒷편 벽에 쌓인 검은 재를 줄이는 것을 도와주는 목적으로 판매되었다. 그러나 장기간 천식을 앓던 Manfred Hammes는 곧 이 필터가 겨울에 자신의 재발을 줄여주었다는 것을 발견했다.
Klaus Hammes는 1960년대, 70년대에 라디에이터, 전기난로, 강제 난방/냉각 시스템 등에 공기 필터를 적용해나갔다. 1982년, Klaus Hammes는 이 기업의 본사를 스위스로 옮겼다.

## 제품
IQAir는 현재 4개 분류의 제품이 있다:
- Portable room air purifiers[5]
- Large commercial air cleaning systems[6]
- HVAC-based air cleaning[7]
- Air Quality Monitoring: 2000년, IQAir는 휴대용 광학 입자 카운터를 선보였다. 2017년 IQAir는 에어비주얼(AirVisual) 제품을 자사 제품 계열에 추가하였다. AirVisual Pro는 실내, 실외 대기질을 감지하기 위해 사용할 수 있는 저가 대기질 모니터링 스테이션이다.

## 수상
- 슈티프퉁 바렌테스트(Germany) "Best Air Purifier" 1998[8]
- Apartment Therapy (USA) "Best Product" 2008[9]
- Finnish Institute of Occupational Health (Finland) "Best Air Purifier" 2012[10]
- Consumers Digest (USA) "Best Buy" Award 2004, 2007, 2011, 2014[11]
- Reviewboard Magazine (USA) "Best Buy" 2012[12]
- Parent Tested/Parent Approved (USA) "Award Winning Product" 2013[13]
- ConsumerSearch (USA) "Best Overall Air Purifier" Award 2011, 2013[14]

## 같이 보기
- 공기청정기
- HEPA
- 실내 대기질